# Bloodlines
Bloodlines é uma série de livros de fantasia escrita pela americana Richelle Mead. É um spin-off da série Academia de Vampiros da mesma autora.
A série é narrada em primeira pessoa por Sydney Sage – uma alquimista - e tem início após o incidente com Rose e Dimitri. Sydney, por conta deste episódio, está sendo vigiada pelos alquimistas (humanos que ajudam a manter o mundo dos vampiros escondido dos humanos). Quando surge uma nova missão para proteger a princesa Jill Dragomir (a recente achada meia-irmã da rainha Vasilisa Dragomir) dos Morois rebeldes que tirar a rainha do poder, Sydney é, depois de muita relutância, escalada para o papel.
Bloodlines nos dá uma nova perspectiva sobre o mundo dos vampiros. A série, já finalizada, conta com seis livros, o último lançado em fevereiro de 2015.Predefinição:Cartece de fontes A série é publicada no Brasil pela Editora Seguinte, com os 6 títulos já publicados.

## Enredo
SANGUE NÃO MENTE. Sydney é uma alquimista, um grupo de humanos que mexem com magia e servem como ponte entre o mundo dos humanos e dos vampiros. Eles protegem os segredos dos vampiros – e vidas humanas. Quando Sydney é arrancada de sua cama no meio da noite, inicialmente ela acha que ainda está sendo punida pela sua complicada aliança com a dhampir Rose Hathaway. Mas o que ocorre é muito pior. Jill Dragomir – a irmã da Rainha Moroi Lissa Dragomir – está em perigo mortal, e os Moroi devem escondê-la.
Para evitar uma guerra civil, Sydney é chamada para atuar como guardiã e protetora de Jill, passando-se por sua colega de quarto no último lugar em que pensariam em procurar por uma vampira da realeza – um internato humano em Palm Springs, California. Mas ao invés de achar segurança em Amberwood Prep, Sydney descobre que o drama acaba de começar.Predefinição:Cartece de fontes

## Livros

### Laços de Sangue(2011)
Bloodlines é o primeiro livro da série. Foi lançado em 23 de agosto de 2011, pela editora Razorbill, nos Estados Unidos e em 18 de junho de 2013, no Brasil, pela Editora Seguinte. O livro conta a história de Sydney, Jill, Eddie e Adrian, que estão em uma missão de proteger a princesa Jill Dragomir dos Moroi rebeldes que querem tirar o trono de sua meia-irmã, a Rainha Vasilisa Dragomir.

## Personagens principais
- Sydney Sage - Sydney é uma alquimista de 19 anos que ajuda Rose a encontrar a cidade natal de Dimitri, Baia, na Sibéria. Ela é uma humana que sabe muito sobre os Moroi e dampiros, mas foi educada a não gostar deles ou mesmo confiar. Sydney é muito inteligente e tem muitos truques e técnicas de se livrar do corpo de Strigois com poções especiais. Sydney ajuda Rose a escapar da prisão e a achar o último membro da família Dragomir em O Último Sacrifício. Sydney é a narradora da série. Ela é escalada para a missão de proteger Jill Dragomir (ou Jill Mastrano) dos Moroi rebeldes, no lugar de sua irmã Zoe Sage, e por isso passa a morar com Jill e Eddie (um dampiro) na Escola Preparatória Amberwood em Palm Springs, na Califórnia, como irmãos.
- Adrian Ivashkov - Um Moroi nobre da família “Ivashkov”. Adrian é especializado no quinto elemento – o Espírito – e por conta de sua habilidade de cura criou um laço com Jill Dragomir ao ressuscitá-la – motivo pelo qual ele é escalado para a missão. Adrian bebe e fuma bastante por conta dos efeitos colaterais do Espírito. Além do poder de cura, ele pode ver as Auras das pessoas e visitar sonhos. Adrian era apaixonado por Rose Hathaway em Academia de Vampiros e por Rose ficar com Dimitri ele acaba ficando devastado. Adrian, em Blodlines se apaixona por Sydney. A partir do quarto livro, Coração Ardente, Adrian passa a ser co-narrador, junto com Sydney.
- Jill Dragomir (ou Jill Mastrano) - Jill é uma Moroi de 15 anos de idade, usuária de Água, princesa da família “Dragomir” e meia-irmã da Rainha Vasilisa. Jill conta a Sydney em Bloodlines que, por conta de sua irmã, foi atacada e morta, sendo ressuscitada por Adrian e assim criando um laço com ele. Por conta disso, Jill é mandada para a Escola Preparatória Amberwood para ser protegida de prováveis outros ataques. Também em Bloodlines, Jill desenvolve uma paixão por Lee, um Moroi que mora em Palm Springs e fica extremamente abalada quando ele é morto. Ela supera isso após um tempo e inicia um monitorado relacionamento com Micah, colega de quarto de Eddie.
- Eddie Castile - Eddie é um dampiro de 18 anos de idade, alto com cabelos loiros e olhos castanhos. Eddie é um dos amigos mais próximos de Rose. Eddie é mandado para Palm Springs para proteger Jill, sendo seu guardião temporário durante a missão. Ele tem sentimentos por Jill mas não pode fazer nada por conta de suas raças e por ela ser uma princesa. No segundo livro, Eddie é fortemente persuadido por outra dampira, Angeline Dawes e começa a gostar dela. No terceiro livro, Eddie descobri que Angeline está tendo um caso com Trey e Sydney revela que Jill sente alguma coisa por ele.

## Prêmios e indicações
| Ano  | Prêmio                                            | Categoria                                    | Trabalho nomeado | Resultado |
| ---- | ------------------------------------------------- | -------------------------------------------- | ---------------- | --------- |
| 2011 | Goodreads Choice Awards                           | Favorite Book of 2011                        | Laços de Sangue  | Indicado  |
| 2011 | Goodreads Choice Awards                           | Best Young Adult Fantasy and Science Fiction | Laços de Sangue  | Indicado  |
| 2012 | Goodreads Choice Awards                           | Best Young Adult Fantasy and Science Fiction | O Lírio Dourado  | Indicado  |
| 2013 | Goodreads Choice Awards                           | Best Young Adult Fantasy and Science Fiction | O Feitiço Azul   | Indicado  |
| 2013 | Romantic Times Reviewers' Choice Best Book Awards | Young Adult Protagonist                      | Coração Ardente  | Venceu    |